# Вележева Ніна Олексіївна
Ні́на Олексі́ївна Ве́лежева  (нар. 17 липня 1928, Харків) — українська художниця; членкиня Харківської організації Спілки радянських художників України з 1961 року.

## Біографія
Народилася 17 липня 1928 року у місті Харкові (нині Україна). 1950 року закінчила Харківське художнє училище; у 1956 році — Харківський художній інститут. Навчалася у Сергія Бесєдіна, Михайла Рибальченка, Єфрема Світличного.
Жила у Харкові, в будику на вулиці Тобольській, № 47а, квартира 2. У 1990-ті роки виїхала з України до Естонії.

## Творчість
Працювала в галузі станкового живопису, станкової та книжкової графіки й плаката. Серед робіт:
серії літографій
- «На Херсонському суднобудівному заводі» (1957);
- «Молодята» (1958);
- «ХТЗ» (1969);

ілюстрації до творів
- «Таманго» Проспера Меріме (Київ, 1959);
- «Голубий гвинтик» Олеся Донченка (Київ, 1963);

ліногравюри
- «…Сестри! Сестри! Горе вам» (1961, Національний музей Тараса Шевченка);
- «Катерина» (1964);
- «Тарасова наука» (1964);
- «Перша проба» (1964);
- «За владу Рад» (1967);
- «Мільйонний трактор» (1969);

плакати
- «За мною, друзі» (1957);
- «Сором» (1958, у співавторстві з Миколою Кузовкіним);
- «В єднанні та дружбі — сила народів світу» (1959).

Брала участь у республіканських, всесоюзних та зарубіжних виставках з 1957 року.